# Mała Pustynia Piaszczysta

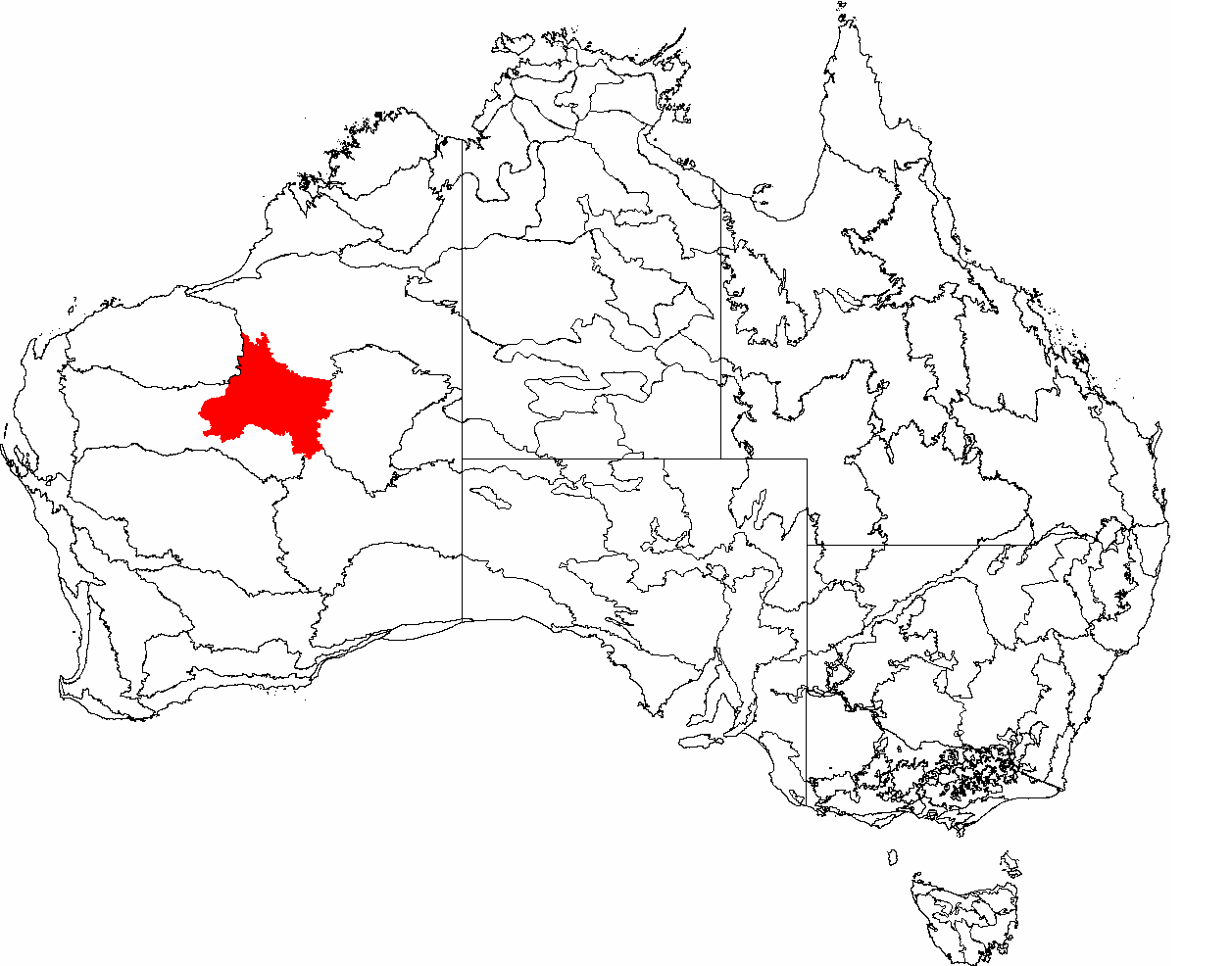
Mała Pustynia Piaszczysta (kolor czerwony)

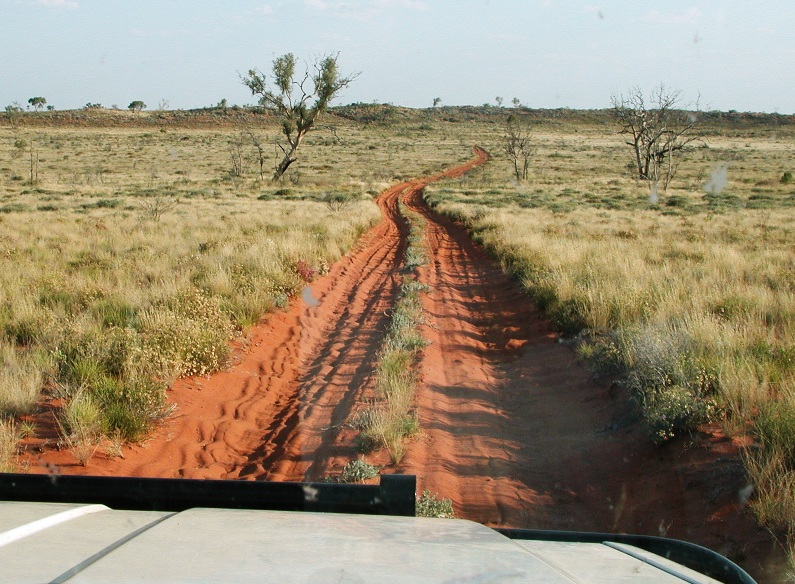
Mała Pustynia Piaszczysta i szlak Canning Stock Route

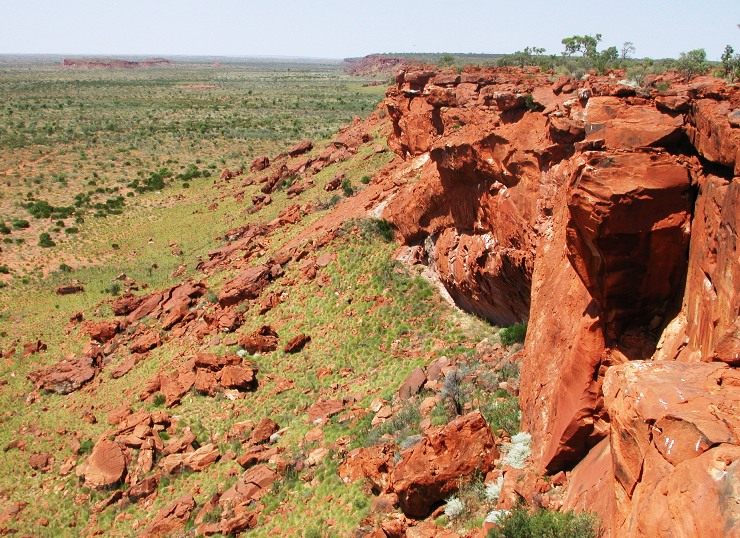
Mała Pustynia Piaszczysta w okolicach Durba Spring

Mała Pustynia Piaszczysta (ang. Little Sandy Desert) – piaszczysta pustynia w północno-zachodniej części Australii Zachodniej granicząca z Wielką Pustynią Piaszczystą. Obszar jej wynosi 109 613 km². Pustynia jest częścią Parku Narodowego.